# Senpai i kōhai

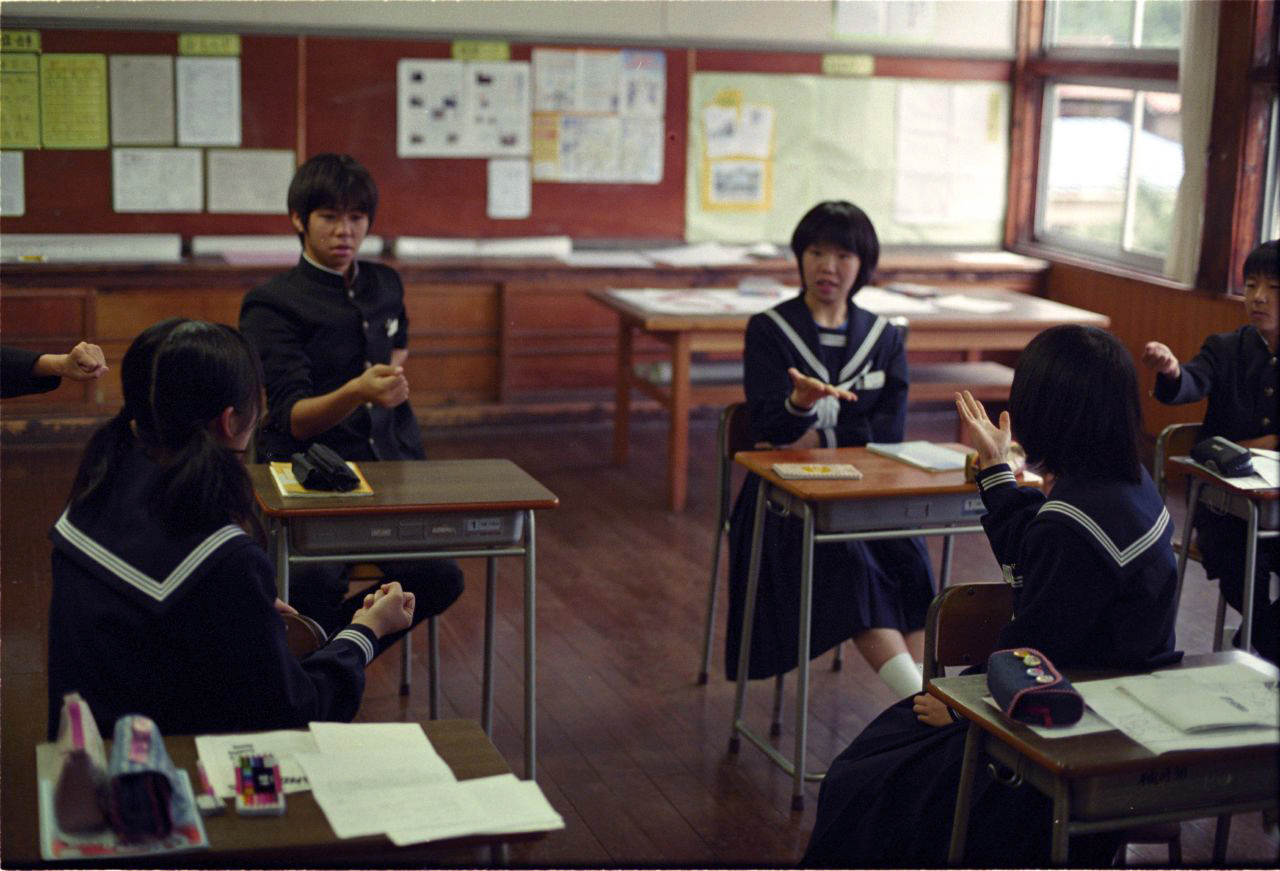
A les escoles japoneses s'inculca des de molt jove la relació senpai-kōhai, com a part integral de la seva vida diària.

Senpai (先輩, literalment «company d'abans») i kōhai (後輩, literalment «company de després») són termes provinents del japonès que descriuen una relació interpersonal informal que es troba present en les organitzacions, associacions, clubs, empreses i escoles del Japó.
La relació senpai-kōhai és pròpiament interdependent, ja que un senpai necessita un kōhai i viceversa, el llaç establert queda determinat per la data d'entrada a l'organització. El concepte té la base en la filosofia japonesa i ha perdurat dins d'aquesta societat.

## Concepte
Senpai es refereix al membre de major experiència, jerarquia, nivell i edat en l'organització que ofereix la seva assistència, amistat i consell al membre de recent ingrés o sense experiència, conegut com a kōhai, que ha de demostrar gratitud, respecte i, de vegades, lleialtat personal. El senpai actua de manera simultània com amic i com a tutor, disciplinant i ensenyant la conducta apropiada als neòfits.
Aquesta relació és similar a la relació interpersonal que existeix en la cultura occidental entre un tutor i el seu tutelat, però amb la diferència que al Japó el senpai i el kōhai obligatòriament han de treballar en la mateixa organització.
L'origen de la relació es remunta als ensenyaments del confucianisme, conjunt de doctrines morals i ètiques que van arribar al Japó des de l'antiga Xina i han transcendit en diversos aspectes de la filosofia japonesa. La relació senpai-kōhai és un tipus de jerarquia vertical (com la relació pare-fill) que emfatitza el respecte a l'autoritat, a la cadena de comandament i a la gent gran, eliminant qualsevol tipus de competitivitat interna i reforçant la unitat de l'organització.
A través del temps aquest mecanisme ha permès la transferència d'experiència i saviesa, i també l'expansió del coneixement per tal de mantenir viu l'art d'ensenyar. També permet el desenvolupament d'experiències beneficiós entre ambdós parts: el kōhai es veu beneficiat per la saviesa del senpai, i el senpai aprèn noves experiències del kōhai, ja que desenvolupa el seu sentit de responsabilitat.

## Història

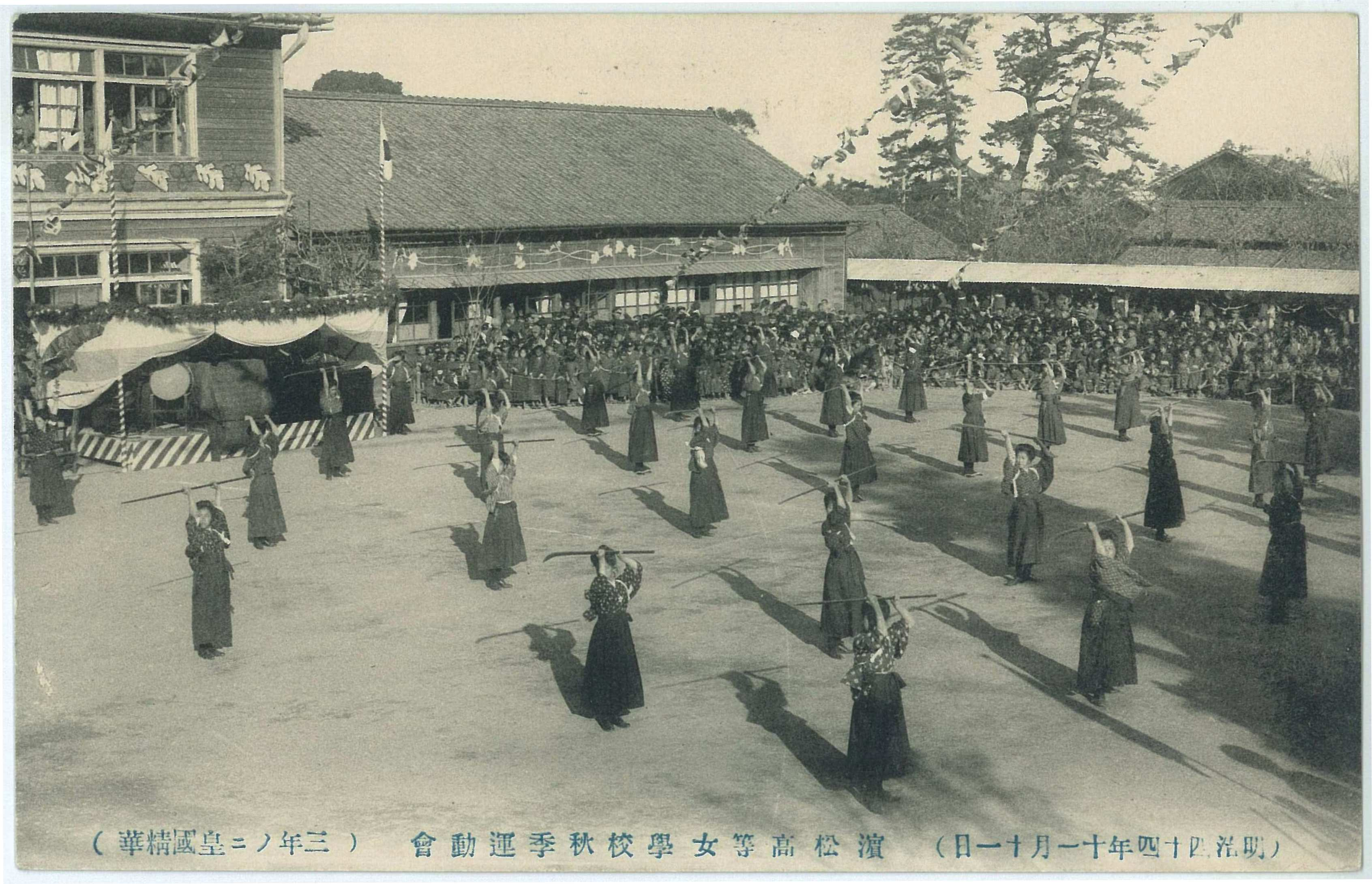
Demostració de l'ús del naginata en un dia esportiu d'un col·legi femení a Hamamatsu (1911). La formació disciplinària en els clubs escolars històricament ha influït en el sistema senpai-kōhai dels alumnes.

El sistema senpai-kōhai ha existit des de començaments de la història del Japó, però tres elements han tingut un impacte significatiu: el confucianisme, el sistema tradicional de la família japonesa i l'antiga llei civil.
El confucianisme va arribar des de la Xina entre els segles VI i IX, però la línia de pensament derivada va tenir un profund canvi social dins del Japó, va ser el neoconfucianisme, que va esdevenir la doctrina oficial durant el shogunat Tokugawa (1603-1867). El precepte de la lleialtat i la pietat filial com a «tribut» (朝貢) era la que dominava als japonesos per aquell temps: el respecte a la gent gran i la reverència als ancestres que ensenyava el confucianisme xinès va tenir bona acollida sobre els natius japonesos, i aquestes influències han transcendit a l'actualitat en la vida diària. També com a altres influències culturals xineses, els japonesos adequaren de manera selectiva i pròpia el sentit de "lleialtat" al confucianisme com lleialtat al seu senyor o lleialtat a l'emperador.
El concepte de llar o casa (家, ie), també regit per codis de la conducta confucianista, va tenir una influència en l'establiment de la relació senpai-kōhai. En aquest sistema, el pare, com a cap masculí, tenia el poder absolut en la família i el fill gran home era qui heretava la propietat familiar. El pare té el poder perquè és qui ha rebut una educació i posseeix una saviesa ètica superior. Atès que retre reverència als superiors era considerat una virtut a la societat japonesa, la dona i els fills l'havien d'obeir. Sumat al sistema hereditari, només el fill gran home podia rebre les possessions del seu pare, ni la filla gran ni els fills menors rebien una part del seu progenitor.
L'últim factor que va influir en el sistema de senpai-kōhai va ser l'antiga llei civil que va regir a l'Imperi del Japó a partir del 1898, que va enfortir les regles de privilegi d'antiguitat i va reforçar el sistema tradicional familiar, donant definicions clares de valors jeràrquics dins de la família. Això va ser conegut com a koshusei (戸 主 制, «Sistema del cap de família») en què el cap de la casa tenia el dret de manar a la seva família i que el fill gran heretés aquesta posició. Aquests estatuts van ser abolits el 1947, després de la rendició del Japó després de la Segona Guerra Mundial, però, els ideals es van mantenir durant els següents anys com una influència psicològica en la manera de pensar japonesa.

## Presència

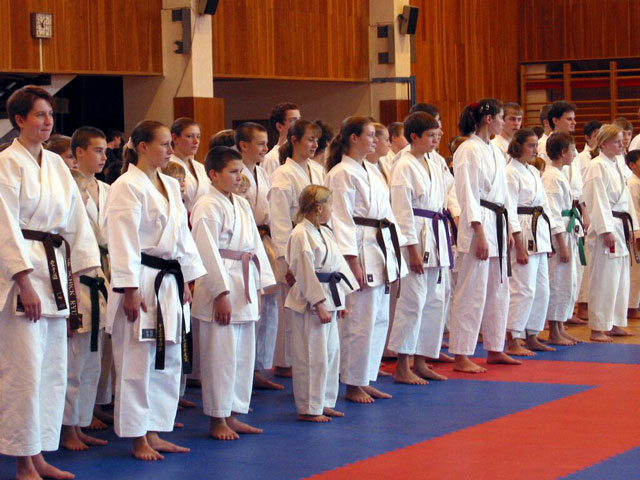
A nivell internacional, la relació senpai-kōhai s'ha difós a través de les arts marcials, on els integrants de diferents kyu i dan (rangs) són ordenats pel seu color del cinturó.

Un dels llocs on la relació senpai-kōhai és aplicada en la seva major extensió al Japó és a l'escola. Per exemple, en les escoles secundàries i en el batxillerat (en especial, en els clubs escolars) els alumnes de tercer any, que són els més veterans, demostren un gran poder com a senpai. És comú en els clubs esportius escolars que els kōhai de recent ingrés hagin de fer tasques bàsiques com recollir pilotes, netejar la pista de joc, tenir cura dels equips i fins i tot rentar la roba dels membres superiors. De la mateixa manera han de fer una reverència o salutació davant del senpai quan aquest els felicita, encara que de vegades el senpai també pot castigar i tractar severament el kōhai.
La principal raó d'aquestes accions humils és que un membre del club només pot convertir-se en un bon jugador si assumeix una posició submisa i obedient i seguint les ordres del seu entrenador o capità, per convertir-se així en un futur en un ciutadà humil, responsable i cooperatiu. Les relacions en les escoles japoneses també tenen una major èmfasi en l'edat que en les habilitats de l'estudiant, de fet, les regles de jerarquia per antiguitat entre un senpai i un kōhai són anàlogues a la relació professor-estudiant, on el professor ha de ser respectat per la seva edat i experiència, i mai ha de ser qüestionat.
A la universitat, però, s'hi produeixen canvis notables en la relació, ja que hi ha una major varietat d'edat entre els companys de classe de manera que el sistema senpai-kōhai no és fort i consisteix bàsicament a ser respectuós i mantenir un llenguatge cortès amb els membres antics. No obstant això, en l'entorn del professorat hi ha una jerarquia vertical entre diferents professors sobre la base del seu rang i experiència acadèmica, de manera que les regles de jerarquia per antiguitat prevalen entre els professors, en comptes dels estudiants.
Un altre sector de la societat japonesa on regeix el sistema és en les empreses. L'ambient social en les empreses japoneses es regeix per dos estàndards: el sistema d'antiguitat i el sistema d'ocupació permanent. L'estatus, el salari i la posició de l'empleat depenen en gran part de l'antiguitat, i els empleats veterans estan generalment en les posicions més altes i reben un pagament més gran que els seus subordinats. A més, fins fa poc, quan l'empleat obtenia el seu càrrec, mai es preocupaven per ell perquè l'ús estava garantit de per vida. La relació senpai-kōhai és la pedra angular en les relacions humanes dins el món dels negocis, per exemple, en les reunions de treball l'empleat de menor rang ha de seure al seient que està més a prop de la porta, i és conegut com a shimoza (下座, «seient inferior»), mentre que l'empleat de major rang (de vegades, el cap) és el que s'asseu amb algun convidat important en una posició anomenada kamiz (上座, «seient superior» o «seient d'honor»). Durant les reunions, la majoria dels empleats no emeten una opinió i es limiten a sentir i a secundar als seus superiors, tot i que poden emetre opinions només amb el consentiment previ dels empleats de major rang i influència en l'empresa.
Fora del Japó, la relació entre el senpai i la seva kōhai s'emmarca només dins de l'ensenyament de les arts marcials. El coneixement tècnic i les normes ètiques i morals de les arts marcials japoneses estan englobades en un concepte anomenat budō (武 道) i regeix tant en les arts marcials tradicionals (jujutsu, kenjutsu, iaidō, etc.) Com a les arts marcials modernes (judo, karate, kendo, aikido, etc.). En les arts marcials modernes s'aplica amb major distinció la jerarquització per antiguitat i experiència mitjançant l'ús de rangs a través de cinturons de color que s'usen a la cintura i indiquen el seu grau. Els rangs que hi ha en les arts marcials són el kyu (级), que és usat per als rangs menors, i el dan (段), per diferenciar rangs dins del grau de cinturó negre, que és el més alt dins de les arts marcials.
De la mateixa manera, els que estan en graus kyu o dan superiors són els senpai dels que tenen kyu o dan inferiors, que serien els seus kōhai. Entre tots dos ha de prevaler un codi de conducta on el kōhai ha de demostrar respecte i diligència davant del seu senpai, de manera similar que amb el seu professor (sensei), ja que el senpai serà qui li ensenyi el budō amb punts clars, paciència i dedicació, a fi que el kōhai segueixi un camí de saviesa, justícia, veritat i compromís, i així aconseguir un avanç com a membre de l'organització.

## Llenguatge
Les regles de jerarquia per antiguitat estan reflectides en diverses regles gramaticals dins del japonès. Sempre que una persona parla al seu superior amb respecte utilitza el llenguatge honorífic o keigo (敬 语), que es divideix en tres categories:
- Sonkeigo (尊敬語): És el llenguatge respectuós. És usat per denotar respecte cap al superior amb qui i de qui s'està parlant, incloent-hi les seves accions, objectes, característiques i persones relacionades amb aquest superior.[18]
- Kenjōgo (謙譲語): És el llenguatge humil. La diferència que té amb el sonkeigo és que, en lloc d'elevar la persona a qui s'ha de respectar, en el kenjōgo el parlant mostra respecte rebaixant-se o humiliant-se. L'acció que fa el parlant està d'alguna manera relacionada amb la persona a qui ha de donar respecte.[19]
- Teineigo (丁寧語): És el llenguatge cortès. Es diferencia de les altres dues en el fet que només el parlant mostra respecte envers el seu interlocutor i no envers la persona de la qual es parla. L'ús dels verbs desu (ser) i les terminacions verbals en -masu són un clar exemple del teineigo.[18]

Tant en el sonkeigo com en el kenjōgo hi ha un conjunt d'expressions particulars (verbs, substantius o prefixos especials) per expressar el tipus de llenguatge: per exemple, el verb «fer» en japonès ordinari es diu suru, però en sonkeigo és nasaru i en kenjōgo es diu itasu.
Una altra regla usada en la relació jeràrquica és l'ús dels sufixos honorífics de tractament. Quan un senpai parla al seu kōhai, aquest el tracta acompanyada del sufix -kun després del seu cognom o nom de pila, independentment si el kōhai és home o dona. Quan un kōhai s'expressa davant el seu senpai, utilitza el sufix -senpai o -san després del seu cognom o nom de pila, és massa inusual i estrany que un kōhai es refereixi al seu senpai acompanyada del sufix -sama, que és el que indica el grau més alt de respecte davant l'interlocutor. La raó de l'ús dels sufixos -kun, -senpai o -san és que, tot i que una relació senpai-kōhai està emmarcada en el respecte, es vol donar a entendre que entre ambdós també existeix una relació d'amistat i confiança. Senpai també es pot utilitzar com a pronom.

## Problemes
Tot i que la relació senpai-kōhai està profundament arrelada en la societat japonesa, fa pocs anys hi ha hagut canvis en les organitzacions escolars i empresarials. Els kōhai ja no mostren tant de respecte envers els seus senpai per la seva experiència, la relació s'ha tornat més superficial i el factor de l'edat ha començat a perdre la seva importància. Això és degut a la diversificació del col·lectiu estudiantil amb la tornada de japonesos que han residit durant gran part de la seva vida a l'estranger o amb l'arribada d'estudiants estrangers, la mentalitat dels quals no està arrelada al sistema jeràrquic japonès.
La caiguda del sistema de jerarquia per antiguitat a les empreses és un tema molt més seriós. El col·lapse de la bombolla econòmica al Japó a començaments de la dècada del 1990 va causar un gran nivell d'atur i fins i tot l'acomiadament d'empleats d'alta categoria. Per això, les empreses van començar a valorar en primer lloc les habilitats de l'empleat, en comptes de la seva edat o el temps treballat a l'empresa, de manera que molts empleats de llarga permanència van perdre els seus llocs perquè eren incapaços d'acomplir les expectatives. Finalment, moltes de companyies han hagut de reestructurar el seu sistema de promocions i salaris, per la qual cosa s'ha generat una pèrdua en la influència de la jerarquia per antiguitat dins la societat japonesa.

## En la cultura popular
Les referències culturals sobre la relació senpai-kōhai estan presents en les produccions artístiques japoneses com ara novel·les, en sèries de televisió com doramas i amb major projecció internacional en el manga i anime.
Fora del Japó, en la novel·la nord-americana Sol naixent (Rising Sun) escrita per Michael Crichton el 1992 i que relata l'assassinat d'una dona nord-americana en una empresa japonesa a Los Angeles, els personatges principals de la història, el capità John Connor i el tinent Peter J. Smith, mantenen una relació senpai-kōhai, ja que el capità Connor va viure al Japó durant un temps i assimilat hàbits de la societat japonesa, i durant la investigació tracta el tinent Smith com el seu subordinat «a la japonesa». Va ser adaptada com pel·lícula el 1993, amb els actors Sean Connery (John Connor) i Wesley Snipes (Peter J. Smith) com els protagonistes.